# Бурхард (епископ Хальберштадта)
Бурхард (нем. Burchard II. von Halberstadt; ок. 1028—1088) — религиозный деятель; епископ Хальберштадтский.

## Биография
Бурхард родился в Швабии около 1028 года.
В 1059 году, благодаря своему дяде, архиепископу кельнскому, Бурхард стал католическим епископом Хальберштадтским.
В 1062 году ему пришлось, в качестве посла от императора Священной Римской империи Генриха IV, высказаться в Риме относительно спорных выборов папы римского, причём он признал правильным избрание Александра II.
Епископ Бурхард успешно сражался (1068) против язычников. Зимой 1067—1068 годов Бурхард, пересекая замерзшие болота, вторгся в земли союза славянских племен лютичей, живших между Одером и Эльбой. Его войска осквернили и разрушили языческий храм в Ретре (Радагоще), а епископ вернулся в Саксонию «на священном черном коне».
В 1073 году принимал участие в саксонском восстании против Генриха IV. Он выступал в качестве свидетеля при Герстунгенском договоре 1074 года и с тех пор стал непримиримым врагом короля, всячески поддерживая его противников — Рудольфа Швабского и Германа Люцельбургского. 13 июля 1075 года Бурхард был схвачен в Хомбург-ан-дер-Унструте и передан епископу Бамберга Руперту.
В 1076 году он был сослан в Венгрию, но бежал и вновь вернулся в Хальберштадт. Будучи повторно изгнан Генрихом IV в 1085 году, Бурхард с помощью славянских народов отвоевал своё епископство и хотел провести в короли Экберта Мейсенского, но в 1088 году в Госларе, по проискам того же Экберта, разочаровавшегося в своих надеждах, был смертельно ранен в перестрелке с местным населением недовольным постоянной воинственностью своего епископа. Он был доставлен в монастырь Ильзенбург, где и скончался от ран на следующий день.
По преданию епископ Бурхард был большим другом детей и воспевается в немецких детских песнях под именем «Буко фон-Гальберштадт».